# Sigmund Neumann
Pour les articles homonymes, voir Neumann.
Sigmund Neumann, né le 1er mai 1904 à Leipzig (Saxe, Empire allemand) et mort le 22 octobre 1962 à Middletown (Connecticut, États-Unis), est un politologue américain d'origine allemande, professeur à l'université Wesleyenne.

## Biographie
En 1932, il constate l'échec du parlementarisme de la république de Weimar : les affrontements ont remplacé le dialogue au sein du Reichstag.
En 1940, dans son ouvrage Permanent Revolution, Sigmund Neumann développe la notion de totalitarisme, en vue de définir les caractères communs des régimes dictatoriaux de l'entre-deux-guerres. Il anticipe ainsi les analyses, plus connues, d'Hannah Arendt et de Carl J. Friedrich sur la question.
Selon Sigmund Neumann, le premier but des régimes totalitaires (le fascisme italien, le nazisme allemand et le stalinisme soviétique) est de perpétuer et d'institutionnaliser la révolution. L'État totalitaire ne peut pas être réformé ; pris dans sa dynamique agressive et destructrice, il ne peut qu'être détruit.

## Publications
- (de) Die deutschen Parteien : Wesen und Wandel nach dem Kriege, Berlin, 1932[1]
- (en) Permanent Revolution. Totalitarianism in the Age of International Civil War, Londres, 1942.
- (en) The Future in Perspective, G.P. Putnam's Sons, 1946, 406 p.
- (en) Germany: Promise and Peril, 1950.
- (en) (éd.), Modem Political Parties. Approaches to comparative politics, Chicago, University of Chicago Press, 1956, 460 p.
- (de) Die Parteien der Weimarer Republik, Kohlhammer, 1965.